# Musée d'Art de Meguro
Le musée d'art de Meguro (目黒区美術館, Meguro-ku Bijutsukan) dans l'arrondissement de Meguro à Tokyo au Japon a ouvert ses portes en novembre 1987. Conçue par Nihon Sekkei (ja) (日本設計事務所 ()), c'est une construction en béton renforcé, avec un niveau en sous-sol et trois étages pour une superficie de 4 059 m2.
Les collections permanentes du musée présentent des œuvres d'artistes tels que Tsuguharu Fujita, Zenzōrō Kojima (児島善三郎 ()), Shikanosuke Oka (岡鹿之助 ()), Kazuo Sakata (坂田一男 ()) et Kumi Sugai (菅井汲 ()).
Situé à Meguro 2-4-36, Meguro-ku, Tokyo, à 10 minutes à pied de la gare de Meguro, le musée organise de fréquentes expositions.